# Spiderhead
Pour plus de détails, voir Fiche technique et Distribution.
Spiderhead est un thriller psychologique de science-fiction américain réalisé par Joseph Kosinski et sorti en 2022.
Il s'agit de l'adaptation cinématographique de la nouvelle L'Évadé de la Spiderhead (Escape From Spiderhead) de George Saunders tirée du recueil Dix décembre, sorti en 2013.

## Synopsis
Dans un futur proche, des détenus sont envoyés dans un établissement pénitentiaire ultramoderne dirigé par un scientifique brillant et visionnaire, Steve Abnesti. Le laboratoire se trouve sur une île isolée, accessible uniquement par bateau ou hydravion. Steve mène sur les détenus diverses expériences, et teste notamment des médicaments contenant des molécules spéciales affectant leurs émotions. Ces médicaments sont contenus dans un boîtier collé en permanence dans le bas du dos des détenus, pouvant être contrôlé à l'aide du téléphone de Steve. Les molécules affectent et provoquent différents sentiments, dont l'amour, l'angoisse et la peur.
Jeff, détenu pour avoir provoqué involontairement la mort de son frère et de sa copine dans un accident de voiture alors qu'il était sous l'emprise de l'alcool, participe aux tests d'une nouvelle molécule provoquant un sentiment amoureux, la Lovactine. À la suite de plusieurs essais aboutissant à des rapports sexuels torrides, Steve et son assistant Marc interrogent Jeff sur ses sentiments pour les autres cobayes testant cette molécule, afin de déterminer s'il serait capable de leur administrer une molécule s'apparentant à de la torture, l'I-16, autrement appelé le Darkenfloxx. Jeff refuse tout d'abord de coopérer, mais Steve, après avoir eu plusieurs appels de "la direction conventionnelle" est obligé de forcer Jeff, ce dernier accepte afin de ne pas retourner en prison. L'expérience tourne mal et Heather, le sujet, subissant une énorme crise d'angoisse due au B-6, molécule redoutée de tous les détenus, perd la vie en se suicidant avec le bout tranchant d'un pied de table cassé dans la salle de test. Alors que Steve et Marc tentent de la réanimer dans la salle d'en face, Jeff en profite pour examiner discrètement le carnet de notes de Steve, et découvre que ce dernier est en fait le dirigeant du groupe pharmaceutique pour lequel il prétend travailler, la "direction conventionnelle" lui donnant les ordres n'existe pas. Les noms des médicaments sont piochés au hasard sur une grille de bingo, cependant le B-6, contenu dans les fioles rouges de leurs boîtiers, semble revêtir une importance particulière. Jeff questionne Marc à ce sujet, en lui faisant réaliser que ce qu'il se passe dans le centre de test n'est pas normal.
Afin de garder la confiance de Jeff, Steve se rapproche de lui et découvre qu'il a tissé des relations avec Lizzie, une autre détenue. Il tente donc de lui faire administrer la molécule de torture, mais Jeff refuse catégoriquement. Par la suite, Jeff révèle à Marc qu'il a réalisé que les molécules B-6 sont le centre de l'expérience, les autres tests étant des prétextes pour vérifier l'efficacité de ce médicament, destiné à rendre le sujet obéissant aux ordres. Marc lui avoue alors qu'il était aveuglé par le génie qu'il voyait en Steve et qu'il lui promettait l'avancée de la science et de la technologie, il décide alors d'appeler la police, devant arriver sur les lieux le lendemain.
En l'absence de Marc, Steve force Jeff à administrer à Lizzie la molécule de torture, Jeff fait semblant de coopérer, il prend le téléphone de Steve donnant contrôle sur les molécules de tous les détenus, y compris Steve. Au lieu d'administrer le B-6 à Lizzie, il donne la molécule permettant la franchise ainsi que celle de la torture et de l'angoisse à Steve, pour qu'il puisse tout avouer sans pouvoir se défendre.
Steve confirme tous les propos de Jeff et lui révèle qu'il est libérable depuis sept mois et que Lizzie a obtenu une remise de peine et devait être dehors depuis une semaines. Après une dispute entre les deux hommes, Steve tente de s'enfuir, mais son boîtier a été endommagé dans le combat, la surdose de molécule lui fait perdre le contrôle de tous ses sentiments, il ressent, alors que Jeff tente de récupérer Lizzie, l'angoisse, la joie et la torture en même temps. Il annonce alors à tous les détenus de rattraper Jeff et Lizzie s'ils ne veulent pas retourner en prison d'état. Alors que la police arrive en nombre en bateau, Jeff et Lizzie se font poursuivre par une centaine de détenus, puis quittent Spiderhead en bateau à moteur juste avant que Steve prenne son hydravion pour échapper à la police.
Ayant son boîtier très endommagé, Steve perd le contrôle de l'hydravion et s'écrase contre une montagne, faisant exploser son hydravion, pendant que Jeff et Lizzie traversent l'océan pour commencer leur vie d'après.

## Fiche technique
Sauf indication contraire, les informations mentionnées dans cette section peuvent être confirmées par la base de données cinématographiques IMDb,  présente dans la section « Liens externes ».
- Titre original et français : Spiderhead
- Réalisation : Joseph Kosinski
- Scénario : Paul Wernick et Rhett Reese, d'après la nouvelle L'Évadé de la Spiderhead (Escape From Spiderhead) de George Saunders
- Musique : Joseph Trapanese
- Direction artistique : A. Todd Holland
- Décors : Jeremy Hindle
- Costumes : Amelia Gebler
- Photographie : Claudio Miranda
- Montage : Stephen Mirrione
- Production : Tommy Harper, Chris Hemsworth, Oren Katzeff, Eric Newman, Jeremy Steckler et Geneva Wasserman
  - Production associée : Emily Cheung
- Sociétés de production : Condé Nast Entertainment, Reese Wernick Productions, Screen Arcade et The New Yorker Studios
- Société de distribution : Netflix
- Pays de production :  États-Unis
- Langue originale : anglais
- Format : couleur
- Genre : science-fiction, action
- Durée : 106 minutes
- Date de sortie[2] :
  - Monde : 17 juin 2022 (sur Netflix)

## Distribution
- Chris Hemsworth (VF : Adrien Antoine) : Steve Abnesti
- Miles Teller (VF : Gauthier Battoue) : Jeff
- Jurnee Smollett (VF : Déborah Claude) : Lizzy
- Mark Paguio (VF : Julien Crampon) : Mark Verlaine
- Tess Haubrich (VF : Sarah Barzyk) : Heather
- Angie Milliken : Sarah
- Nathan Jones (VF : Günther Germain) : Rogan
- Bebe Bettencourt : Emma
- Charles Parnell : Knowles

## Production

### Genèse et développement
En février 2019, il est annoncé que Joseph Kosinski va réaliser un film écrit par Rhett Reese et Paul Wernick. Le scénario s'inspire d'une nouvelle de George Saunders, tirée du recueil Tenth of December: Stories (en) (2013), et initialement publiée dans The New Yorker en 2010 .
En septembre 2020, Chris Hemsworth, Miles Teller et Jurnee Smollett sont annoncés dans les rôles principaux.

### Tournage
Le tournage débute en novembre 2020. Il a lieu dans l'État australien du Queensland, particulièrement dans la Gold Coast,.